# Mikael Forsell
Christer Mikael Forsell, född 13 maj 1965 i Rämmens församling i Värmlands län, är en tidigare svensk bandymålvakt i Lesjöfors IF, Villa Lidköping BK, IF Boltic och landslaget.
Han tilldelades utmärkelsen Årets man i svensk bandy 1995 efter att bland annat ha blivit svensk mästare det året. Forsell valdes till Årets pojkspelare i svensk bandy 1982.